# Owen (ort i Australien, South Australia)
Owen är en ort i Australien. Den ligger i kommunen Wakefield och delstaten South Australia, omkring 73 kilometer norr om delstatshuvudstaden Adelaide.
Runt Owen är det mycket glesbefolkat, med 6 invånare per kvadratkilometer.. Närmaste större samhälle är Balaklava, omkring 19 kilometer nordväst om Owen.
Trakten runt Owen består till största delen av jordbruksmark. Genomsnittlig årsnederbörd är 517 millimeter. Den regnigaste månaden är maj, med i genomsnitt 77 mm nederbörd, och den torraste är december, med 10 mm nederbörd.